# B36 Tórshavn
B36 Tórshavn je nogometni klub s Farskih Otoka.
Osnovan je 1936. godine te je jedan od starijih nogometnih klubova na Farskim Otocima. Svoje domaće utakmice igra na Gundadalur Stadiumu u Tórshavnu koji prima 5000 gledatelja. Navijači ovoga kluba nazivaju se White Tigers (Bijeli tigrovi)
Najveći uspjeh im je bio prolazak u drugo pretkolo Lige prvaka u sezoni 2006./07. U prvom pretkolu su pobijedili Birkirkaru ukupnim rezultatom 5:2. U drugom pretkolu su igrali protiv Fenerbahçea i ukupno izgubili 9:0. 
U sezoni 2005./06. u prvom pretkolu Kupa UEFA pobijedili su islandski ÍBV Vestmannaeyar ukupnim rezultatom 3:2. U drugom pretkolu ispali su od danskog Midtjyllanda ukupnim rezultatom 3:4 (doma 2:2, u gostima 1:2).

## Naslovi

### Domaći
- Prvenstvo Farskih Otoka (11): 1946., 1948., 1950., 1959., 1962., 1991., 1997., 2001., 2005., 2014., 2015.
- Nogometni kup Farskih Otoka (7): 1965., 1991., 1997., 2001., 2003., 2005., 2018., 2021.
- Superkup Farskih Otoka (1): 2007.
- 1. deild (1): 1985.

## Vanjske poveznice
- Službena web-stranica